# Federação Turca de Hóquei no Gelo
A Federação Turca de Hóquei no Gelo é o órgão que dirige e controla o hóquei no gelo da Turquia, comandando as competições nacionais e a seleção nacional.